# Paul Spiertz
Paul Hubert Joseph Spiertz (Ubach over Worms, 1 februari 1912 – Veldhoven, 30 september 1995) was een Nederlands burgemeester.
Eind 1931 ging hij als volontair werken bij de gemeente Amstenrade en krap twee jaar later volgde zijn benoeming tot tijdelijk ambtenaar bij de gemeentebedrijven in Hoensbroek. Later maakte hij de overstap naar de gemeente Brunssum waar hij volontair was ten kantore van den gemeente-ontvanger en het uiteindelijk bracht tot tijdelijk adjunct-commies bij de gemeentesecretarie. Eind 1937 werd hij de tweede ambtenaar ter sercretarie in Nootdorp en een jaar later werd hij daar tevens waarnemend gemeente-ontvanger. In mei 1941 werd de partijloze Spiertz benoemd tot burgemeester van Thorn. Daarnaast was hij vanaf begin 1942 enige tijd waarnemend burgemeester van Wessem. In oktober 1955 volgde zijn benoeming tot burgemeester van Nederweert wat hij tot zijn pensionering in maart 1977 zou blijven. In december van dat jaar werd hij waarnemend burgemeester van zijn geboorteplaats Ubach over Worms. In 1982 ging die gemeente op in de gemeente Landgraaf waarmee zijn functie kwam te vervallen. Spiertz overleed in 1995 op 83-jarige leeftijd.